# 伍家輝
伍家輝（1981年8月19日—）馬來西亞華裔男歌手，詞曲創作⼈、製作⼈，目前為華納⾳樂版權旗下⾳樂⼈。
2003年，伍家輝的創作「腹語術」被張學友、王菲、莫⽂蔚同時選中，最後收錄於莫⽂蔚「Ｘ」專輯中，成為他發表的第⼀⾸個⼈創作。2004年，伍家輝創作了張學友的《⿊⽩畫映》。
他其他的作品包括劉德華《壹塊錢》、孫燕姿《祝你開心》、《需要你》、莫文蔚《一口一口》、《薄荷》、蔡健雅《塵埃》、陶晶瑩《水灣灣》、郭靜《不說》、郭采潔《Love & Love》、張棟樑《平靜曲》等。

## 獎項
| 年度 | 獎項                                      | 作品                 |
| ---- | ----------------------------------------- | -------------------- |
| 2004 | 第四屆全球華語排行榜年度20大金曲          | 謝霆鋒《我沒有》     |
| 2004 | 馬來西亞第8屆娛協獎10大本地原創歌曲獎     | 言承旭《一公尺》     |
| 2004 | 馬來西亞最佳原創金曲                      | 言承旭《一公尺》     |
| 2006 | 馬來西亞第9屆娛協獎十大國際金曲           | 張學友《黑白畫映》   |
| 2007 | 馬來西亞公播協會MACP最具潛質創作人獎      |                      |
| 2008 | 新加坡金曲獎優秀新人獎                    |                      |
| 2008 | 馬來西亞第十屆娛協獎新人推薦銀獎          |                      |
| 2008 | 馬來西亞第十屆娛協獎十大本地原創金曲獎    | 伍家輝《雖然我願意》 |
| 2009 | 馬來西亞RED Box年度K歌20強                | 伍家輝《雖然我願意》 |
| 2009 | 新加坡e樂大賞最佳本地作曲                 | 伍家輝《雖然我願意》 |
| 2009 | 馬來西亞DiDaDee金曲頒獎典禮十大金曲       | 伍家輝《雖然我願意》 |
| 2009 | 馬來西亞DiDaDee金曲頒獎典禮最佳唱作人銅獎 |                      |

## 專輯
- 《雖然我願意》（CD+DVD）（馬來西亞及新加坡地區發行）──2008年4月14日發行
- 《我瘋你》（CD）──2009年12月25日發行
- 《你愛我嗎？》（CD）──2011年10月18日發行
- 《The Impressoul 01》（CD）──2013年6月3日發行

## 創作作品

### 年份不明
|                     |  |
| - 伍家輝 - 舞（曲） |  |

### 2003年
|                         |  |
| - 莫文蔚 - 腹語術（曲） |  |

### 2004年
| |                                                                             |
| - 言承旭 - 一公尺（曲） - 孫燕姿 - 祝你開心（詞、曲） - 張學友 - 黑白畫映（詞、曲） - 霍建華 - 指甲上的花（曲） | - 伍家輝 - 擁抱（曲） - 謝霆鋒 - 我沒有（曲） - 蜜雪薇琪 - 你不在（曲、詞） |

### 2005年
| | |
| - 黎明 - 有情郎（曲、詞） - 林宇中 - 燦爛部屋（曲、詞） - 陶晶瑩 - 水灣灣（曲、詞） - 蔡健雅 - 塵埃（曲、詞） - 宗翔、林俊逸、李沛旭、余秉諺 - 一分鐘（曲、詞） | - 可米小子 - 愛情不用翻譯（曲） - 可米小子 - 好奇無上限（曲） - 何靜萱 - 這就是（曲、詞） - 劉耔彤 - 我真不習慣（曲、詞） |

### 2006年
|                                                         |                                                 |
| - 梁詠琪 - 謝謝你這些日子（曲） - 梁詠琪 - 白日夢（曲） | - 莫文蔚 - 一口一口（曲） - 莫文蔚 - 薄荷（曲） |

### 2007年
|                                                                                 |                                                                                          |
| - 孫燕姿 - 需要你（曲、詞） - 周渝民 - 愛上這世界（曲） - 容祖兒 - 沒關係（曲） | - 劉德華 - 壹塊錢（曲） - 許嘉凌feat. 紀言愷 - 想你日記（曲、詞） - 2女 - 想你日記（曲） |

### 2008年
|                   |                     |
| - 袁泉 - 等（曲） | - 黃靖倫 - 懶（曲） |

### 2009年
| | |
| - 伍家輝 - 雖然我願意（詞、曲，詞與小寒及蕭賀碩合寫） - 伍家輝 - 我瘋你（詞、曲，詞與小寒及蕭賀飮合寫） - 伍家輝 - 一個人白頭（詞、曲，詞與小寒及萧賀碩合寫） - 伍家輝 - 肚子餓了（詞、曲，詞萧贺硕合寫） - 伍家輝 - 要你說愛我（詞與陳海維、小寒及萧贺硕合寫，曲與陳海維合寫） - 伍家輝 - 童話傻瓜（詞、曲，詞合寫） - 伍家輝 - 遠距離（詞、曲） - 張棟樑 - 平靜曲（曲、詞） | - 黃靖倫 - 我會一直記得（曲） - 黃靖倫 - 心碎雨（曲、詞） - 陳家凱 - 飛行943（〈一公尺〉原曲）（曲、詞） - 郭采潔 - Love&Love（曲） - 郭靜 - 不說（曲、詞） - 周蕙 - 難題（曲、詞） - 蕭賀碩feat. 伍家輝 －Long D.遠距離戀愛（曲、詞） |

### 2010年
|                                                   |                                                   |
| - AK - 愛我嗎（曲） - 李欣怡 - 該怎麼愛（曲、詞） | - 梁心頤 - 我不再怕（曲） - 房祖名 - 兩個人（詞） |

### 2011年
| | |
| - 伍家輝- Love（寂寞版）（曲） - 伍家輝 - 你愛我嗎？（曲） - 伍家輝 - 若（曲、詞） - 伍家輝- 腦袋（曲） - 伍家輝 - 很自己（詞，小寒合填） - 伍家輝 - 我們怎麼Love（曲） | - 何韻詩 - 花花（粵）（曲） - 張棟樑 - 不多（曲） - 李佳薇 - 離場（曲） - 蕭亞軒 - 餘溫（曲、詞） - 孫燕姿 - 空口言（曲、詞） - 許亮宇 - 光影（曲） |

### 2012年
| | |
| - 伍家輝 - 灰（曲） - 何韻詩 - 花花（曲） - 陳偉聯 - 念念不忘（曲） - 艾怡良 - 學會了（曲） - 郭采潔 - 還愛着你（曲、詞） - 郭采潔 - 灌溉愛（曲、詞） | - 黄小琥 - 該放手了（曲） - 楊雁雁、吳天瑜 - 香火（曲、詞） - 潘裕文 - 玩具（曲） - 潘裕文 - 康復（曲） - 王識賢 - 男人與男孩（曲、詞） - 陳思頤 - 我相信（曲） |

### 2013年
| | |
| - 伍家輝 - 纏（曲） - 伍家輝 - 愛在心裡 （詞、曲） - 伍家輝 - Be Yours Be Mine（曲） - 伍家輝、李欣怡 - 分手有理（曲） - 伍家輝、李欣怡 - 不說你不懂（曲） - 王詩安 - 有點不捨（曲、詞與管啟源合寫） - 李欣怡 - 不想聽（曲） | - 李欣怡 - 無力（曲） - 楊宗緯 - 無常（曲、詞） - 賴淞鳳 - 我不像他（曲、製作） - 賴淞鳳 - 你沒有比我愛你（曲、製作） - 葉俊亨 - 孤獨便利店（曲、詞） - 丁衣凡 - 美好天邊（詞、曲） - 丁丁 - 寂寞很重（曲、詞） |

### 2014年
|                                                 |                                                       |
| - 吴莫愁 - 没差（詞、曲） - 孙燕姿 - 銀泰（曲） | - 管罄 - 強迫症（詞、曲） - 李佳薇 - 忍不住想念（曲） |

### 2015年
|                                                   |                       |
| - 陳柏宇 - 宇季（曲） - 郭采潔 - 愛人呢（詞、曲） | - 陳潔儀 - 終於（曲） |

### 2016年
|                                     |  |
| - 楊丞琳 - 點一盞無聊的小夜燈（曲） |  |

### 2017年
|                                                         |  |
| - 車志立- 一人（詞曲） - 伍家辉 - 不懂爱 《心门》主题曲 |  |

### 2019年
|                      |
| - 魏如萱- 竊笑（曲） |